# Club de Regatas Corrientes
Il  Club de Regatas Corrientes, spesso conosciuto con il semplice nome di Regatas, è una polisportiva di Corrientes, in Argentina, fondata in data 27 settembre 1923.
Il club nacque per mano di un gruppo di appassionati di canottaggio e nuoto: la città di Corrientes si trova infatti sulla riva orientale del fiume Paraná. A metà degli anni settanta fu costruito un impianto capace di ospitare 4.000 persone, dove la sezione cestistica iniziò a giocare le proprie partite interne. Tra le strutture è anche presente una piscina di 25 metri coperta e riscaldata.
Il club è oggi attivo nelle seguenti discipline: pallacanestro, pallavolo, ginnastica, judo, canottaggio, nuoto, sollevamento pesi, vela, tennis tavolo, karate, taekwondo, scacchi.
Dal 2004 la sezione cestistica milita nella massima serie argentina, il campionato LNB. Nel 2008 ha vinto la Liga Sudamericana, manifestazione continentale, battendo i brasiliani del Flamengo nelle finali. Altri trofei vinti sono la conquista della Copa Argentina 2007, del Torneo Súper 8 nel 2008 e della Copa Desafío 2008 e 2009.